# Katharina Brandis
Lady Katharina Brandis (* 18. Juni 1841 in Greifswald; † 14. November 1928 in Bonn) war eine deutsche Malerin.

## Leben
Katharina Brandis wurde als Tochter des Friedrich Rudolf Hasse, Professor für Kirchengeschichte an der Universität Bonn, und dessen Ehefrau Cäcilie (* 27. August 1812; † unbekannt), eine Tochter des Musikers und Musikaliensammlers Georg Poelchau, geboren.
Sie erhielt ihren ersten Unterricht bei bekannten Bonner Professoren-Familien und nahm Zeichenunterricht beim Universitätszeichenlehrer Christian Hohe.
1866 lernte sie den verwitweten Dietrich Brandis (* 31. März 1824 in Bonn; † 28. Mai 1907 in Bonn) kennen, der sich von 1865 bis 1867 zu einem Erholungsurlaub in Europa aufhielt; 1864 war er durch Queen Viktoria zum ersten Generalforstinspekteur der gesamten Indischen Staatsforsten ernannt worden. Am 11. Januar 1867 fand ihre Hochzeit in Bonn statt. Kurz nach der Hochzeit hielten sie sich noch einige Wochen in London auf und kehrten dann nach Bonn zurück, um am 17. Februar 1867 über Paris und von Marseille per Schiff weiter nach Bombay zu reisen. Von dort aus fuhren sie mit der Eisenbahn nach Nagpur, mit dem Pferd weiter nach Jublepore und von dort erneut mit der Eisenbahn nach Allahabad. Katharina Brandis blieb bis Mai 1867 bei Freunden in Agra, während ihr Ehemann weiter nach Kalkutta reiste. Im Mai kehrte er zurück und sie reisten gemeinsam an ihren ersten Wohnort nach Simla. Den ersten Winter in Indien verbrachte sie bei Freunden in Ranchi, Kalkutta, Allahabad und Delhi.
Von November 1868 bis März 1869 begleitete sie ihren Ehemann nach Kangra, Lahore, Sind, Bombay und Delhi. In Simla kam 1869 die erste Tochter Cecilia Katharina, zur Welt.
Aufgrund einer Erkrankung ihres Ehemannes reiste die Familie zu dessen Erholung 1871 zu einem Aufenthalt nach Europa; während der Überfahrt nach Brindisi erkrankte auch Katharina lebensgefährlich, sie konnten dann jedoch nach ihrer Genesung über Bologna und Florenz nach Bonn reisen, das sie am 12. März 1871 erreichten. Kurz nach der Ankunft wurde das zweite Kind, Joachim. geboren. Ihr Gesundheitszustand entwickelte sich anschließend so bedenklich, dass mit ihrem Überleben eine Zeitlang nicht mehr gerechnet wurde. Erst 1872 erholte sie sich langsam wieder. Ihr Ehemann arbeitete in dieser Zeit in London und sie folgte ihm 1872 an den Wohnort in Richmond; dort wurde am 18. März 1873 die Tochter Caroline geboren. Am 5. Mai 1873 starb ihre Tochter Cecilia Katharina an einer schweren Scharlachinfektion in Richmond.
1874 reiste das Ehepaar ohne die beiden Kinder, die bei Verwandten in Godesberg blieben und später im Internat erzogen wurden, nach Indien zurück und erreichten Bombay am 3. April 1874; bis August 1874 blieben sie in Kalkutta. Von September bis November 1874 begleitete sie ihren Ehemann in den Himalaya.
Ihren zweiten Wohnsitz nahm das Ehepaar in Dehradun, dort wurde am 15. Januar 1875 das vierte Kind, Bernhard Friedrich, geboren. Je nach Jahreszeit wohnte Katharina Brandis abwechselnd in Simla oder Dehradun, zeitweise auch in Mahassoo, das oberhalb von Dehradun lag. Am 25. März 1877 wurde das fünfte Kind, Maria Dorothea geboren, die 1879 so schwer erkrankte, dass Katharina mit ihr nach Europa reiste. Zwischen Bombay und Aden verstarb jedoch ihre Tochter und wurde im Meer bestattet. Nach einem Aufenthalt in Bonn bei ihren beiden Kindern kehrte sie am 19. Oktober 1879 nach Simla zurück. Den Winter 1879/80 verbrachte sie mit ihrem Ehemann in Kalkutta, Darjeeling, Rangoon, Prome und Thoungzay. Am 29. August 1880 wurde das sechste Kind, Martin Gerhard, in Simla geboren.
Am 13. November 1880 reiste sie mit ihren beiden Söhnen nach Deutschland und kehrte alleine wieder nach Indien zurück. Kurz vor seinem Ruhestand wurde Dietrich Brandis von der englischen Königin zusammen mit seiner Frau in den Adelsstand erhoben. Nach seiner Zurruhesetzung im Februar 1883 kehrte auch ihr Ehemann nach Europa zurück und in den folgenden Jahren lebte das Ehepaar abwechselnd in Bonn und in Kew Gardens in London.
Seit ihrer Ankunft in Indien hielt Katharina Brandis die Eindrücke, die die unterschiedlichen Landschaften auf sie machten in Aquarellen, Zeichnungen und Gemälden fest. 1876 unternahm sie einige Reisen in der Umgebung von Simla und fertigte hierbei zahlreiche Aquarelle an. Schon bald nach ihrer Übersiedlung nach Indien besuchte Katharina Brandis den christianisierten Stamm der Kols und veröffentlichte ihre Eindrücke in einer Berichtsfolge im Kirchlichen Anzeiger der evangelischen Gemeinde in Bonn.
Gemeinsam mit ihrem Ehemann hatte sie sieben Kinder:
- Cecilia Katharina (* 22. September 1869 in Simla; † 5, Mai 1873 in Richmond);
- Joachim (* 20. März 1871 in Bonn; † 1914 fiel als Soldat bei Kriegsausbruch);
- Caroline (18. März 1873 in Richmond; † 17. September 1928);
- Bernhard Friedrich (15. Januar 1875 in Dehradun; † 14./15. Januar 1935 in Leipzig), Reichsgerichtsrat, sein Sohn war der Mikrobiologe Henning Brandis;
- Maria Dorothea (* 25. März 1877; † 1879);
- Martin Gerhard (* 29. August 1880; † 1898 an einer Blinddarmentzündung);
- Rudolf Johann (* 26. März 1887 in Bonn; † 20. Juni 1916 in der Schweiz an Tuberkulose), musikalisch hochbegabt; hinterließ eine Anzahl anerkannter Kompositionen.

Nachdem Katharina Brandis verstorben war, wurde sie neben ihrem Ehemann auf dem Alten Friedhof Bonn bestattet.

## Trivia
Hauptmann Oscar Kauffmann, der zwischen 1901 und 1909 vier Jagdexpeditionen in Birma und Burma durchführte und darüber Bücher veröffentlichte, schrieb, dass Katharina Brandis the mother of the Forst Department genannt wurde.

## Ausstellungen und Wettbewerbe
- Vom 13. Oktober 2010 bis 27. Februar 2011 fand eine Ausstellung des Stadtmuseum Bonn statt.[3]
- Am 18. Oktober 2016 wurden an der Vivekananda-Schule der Lady Katharina Brandis-Malwettbewerb und der Sir Dietrich Brandis-Aufsatzwettbewerb ausgetragen. Es nahmen dabei insgesamt 104 Schüler/-innen aus 28 Schulen teil.[4]